# Bos javanicus
O bantengue (nome científico: Bos javanicus), também conhecido como tembadau, é uma espécie de gado selvagem nativo do sudeste da Ásia. É também conhecido como scrub bull na Austrália.
Bantengues foram domesticados em vários lugares do sudeste da Ásia, e há cerca de 1,5 milhão bantengue domésticos, que são chamados de gado de Bali. Estes animais são usados como animais de trabalho e por sua carne. Espécimes de Bos javanicus também foram introduzidos no norte da Austrália, onde eles estabeleceram estáveis populações assilvestradas.
Possivelmente, o bantengue entrou na formação do zebu, sendo uma espécie próxima do gauro, do Bos frontalis e do Bos sauveli.

Algumas linhagens de bantengue encontradas em zoológicos e na Austrália, apresentam cruzamento com gado bovino (Bos taurus), e por isto não poderiam ser considerados na preservação do tipo selvagem por serem híbridos.